# 1906 en France
Chronologie de la France
- 1902
- 1903
- 1904
- 1905
- 1906
- 1907
- 1908
- 1909
- 1910

Cette page concerne l'année 1906 du calendrier grégorien.

## Événements
- 2 janvier : le gouvernement précise les conditions de l’inventaire des biens du clergé. Une circulaire destinée aux fonctionnaires des Domaines qui prescrit l'ouverture des tabernacles provoque de vives protestations lors de sa parution dans la presse catholique le 11 janvier[1].

- 16 janvier - 7 avril : la conférence d’Algésiras règle les droits sur le Maroc entre la France, l’Espagne, le Royaume-Uni et l’Allemagne. Elle donne satisfaction à la France dans l’affaire marocaine. Theodore Roosevelt aide à freiner les ambitions allemandes au Maroc. Les accords d’Algésiras ouvrent le Maroc à la France et à l’Espagne[2].

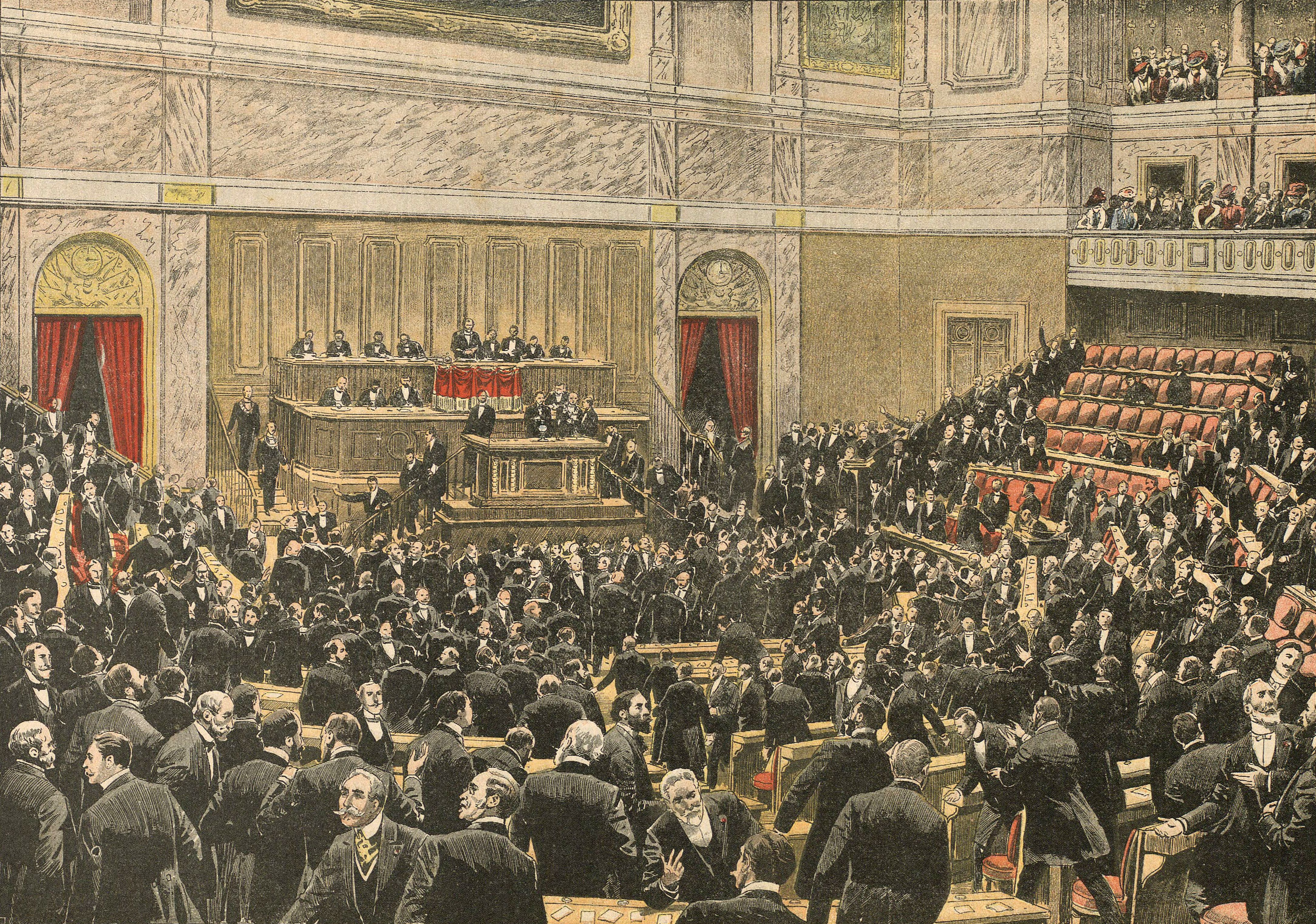
L'élection présidentielle. La salle du Congrès de Versailles pendant le scrutin. Le Petit Journal, supplément illustré, 28 janvier 1906.

- 17 janvier : Armand Fallières est élu président de la République[3].
- 1er février : incidents à Sainte-Clotilde à Paris[1].

- 11 février :

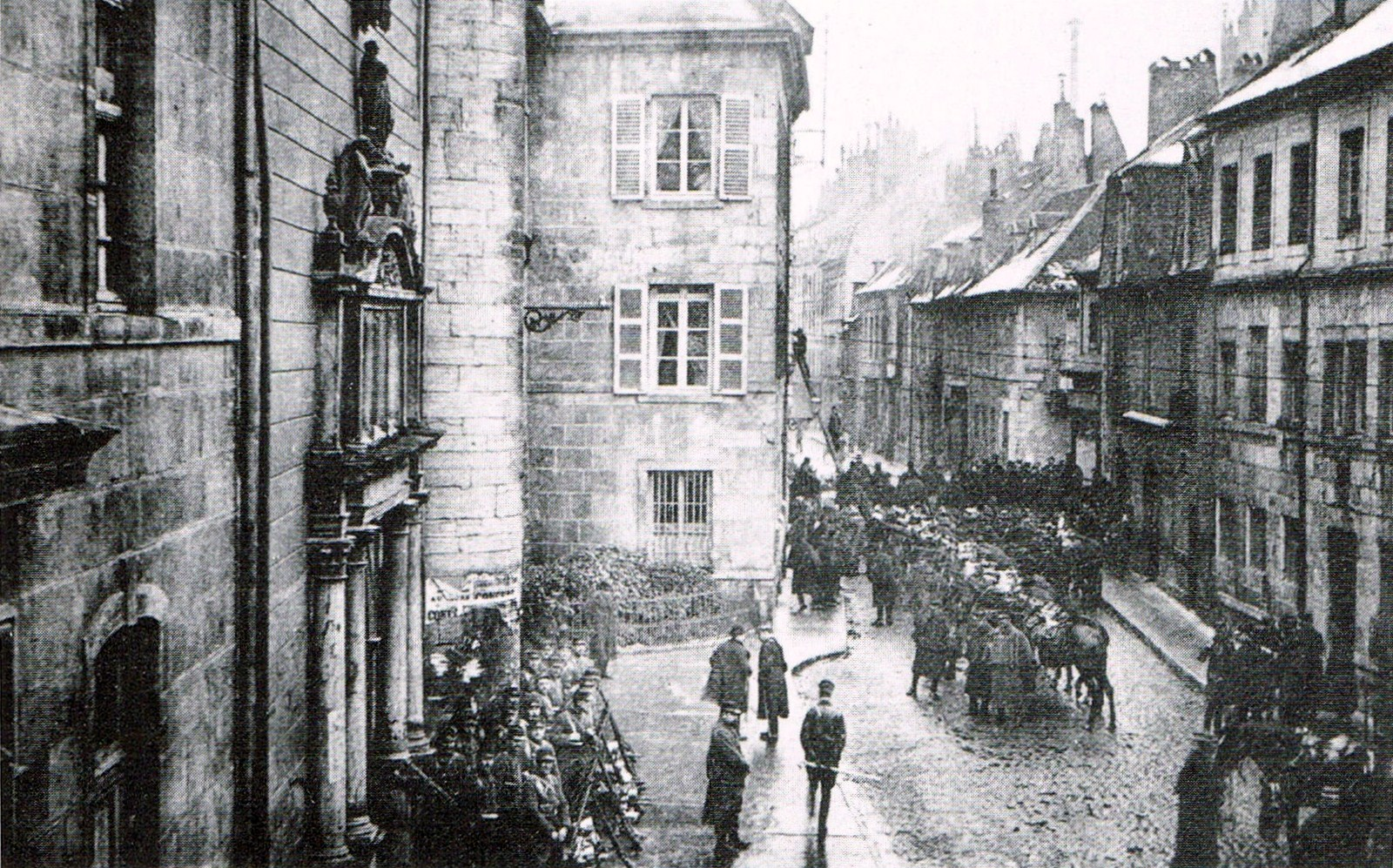
L'inventaire de l'église Notre-Dame de Besançon, le 14 février 1906.

  - l'encyclique Vehementer nos promulguée par le pape Pie X condamne la loi de séparation des Églises et de l'État[1].
  - décret portant réorganisation des possessions du Congo français et dépendances. Création de « Colonie de l’Oubangui-Chari-Tchad »[4].
- 27 février : fusillade de Champels, village de la commune de Monistrol-d'Allier dans le Velay ; cent-cinquante manifestants opposés aux inventaires, armés de fourches et de bâtons, attaquent le receveur et trois gendarmes qui ripostent, faisant plusieurs blessés[1].

- 5 mars : cinq à six cents habitants du village de Freycenet-la-Cuche, Haute-Loire, masqués et armés, attendent en embuscade les préposés aux inventaires qu'ils assaillent lorsqu'ils se présentent[5].
- 6 mars : à Boeschepe, Géry Ghysel, un artisan boucher qui tentait de s'opposer à l'inventaires de son église, est tué par balle, ce qui provoque la chute du gouvernement Rouvier[6].
- 7 mars : le gouvernement Rouvier démissionne à la suite de la querelle des inventaires[6].

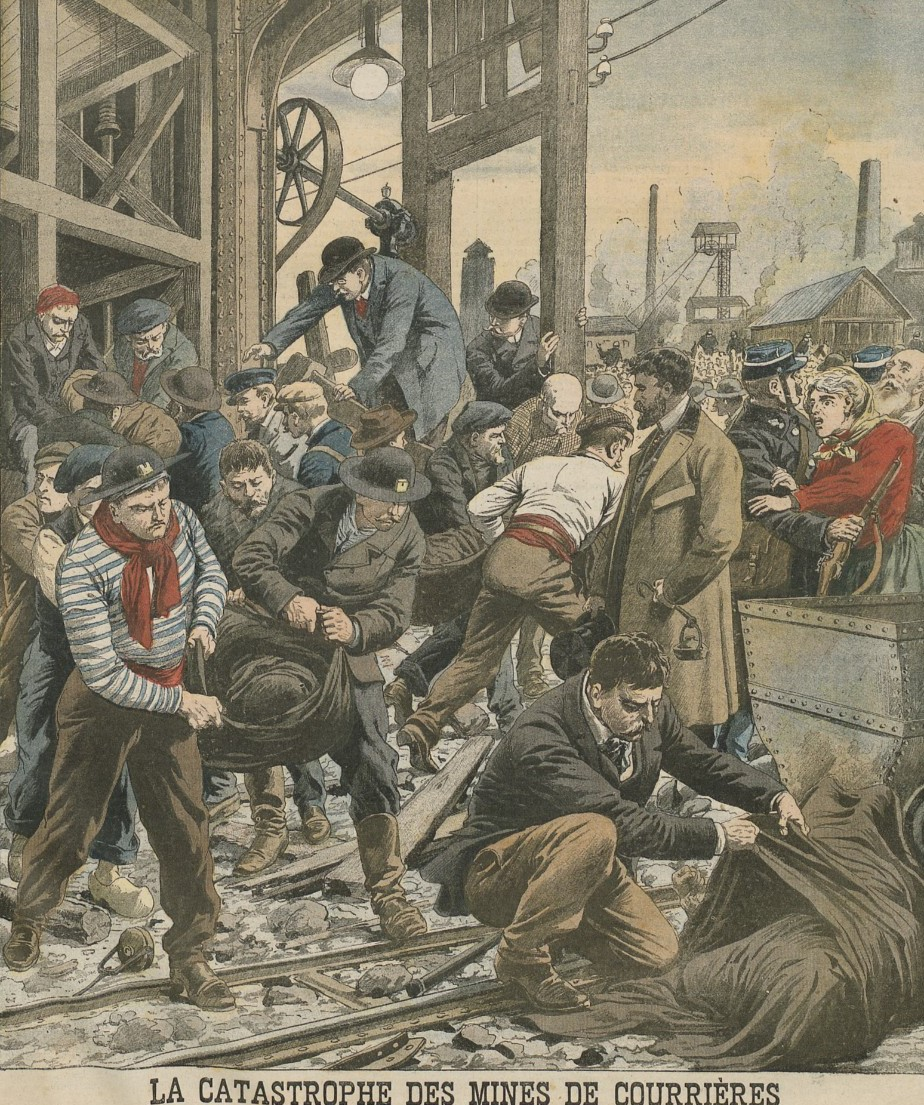
10 mars : catastrophe de Courrières, Le Petit Journal du 23 mars

- 10 mars : catastrophe de Courrières[7]. 1099 mineurs périssent à la suite d’un coup de grisou. Dès le lendemain, des grèves éclatent pour protester contre les conditions de sécurité dans les mines[8].
- 14 mars : gouvernement Sarrien (fin le 20 octobre)[6].
- 16 mars : circulaire de Clemenceau qui ordonne la suspension des inventaires dans les cas de résistance violente[6].
- 17 mars : le ministre de l’intérieur Clemenceau se rend à Lens. Il fait un discours à la Maison du peuple devant les mineurs grévistes dans le sens de l’apaisement : il reconnait le droit de grève, comme le droit au travail, mais veut faire appliquer la loi et fait envoyer la troupe qui est sur place le 19 mars. Des grévistes attaquent la mairie de Lens le 20 mars . Le syndicaliste Broutchoux est arrêté, et par la suite condamné à deux mois de prison[8].
- 26 mars : lettre ouverte des « cardinaux verts », manifeste adressé aux évêques pour les inciter à accepter le statut des associations cultuelles prévu par la loi de 1905[9].

- 4 au 8 avril : émeutes ouvrières à Fressenneville (Somme) après le renvoi d'un ouvrier syndicaliste, suivies de 32 arrestations et de l'intervention des hussards ; la maison du patron de la serrurerie Riquier est incendiée[10].
- 15 avril : ouverture de l'exposition coloniale de Marseille[11].

- 17 avril : signature de l’emprunt russe, un emprunt d’État de 2,55 milliards levé à la bourse de Paris[12].
- 19 avril : mort de Pierre Curie renversé accidentellement par une voiture à cheval[13].

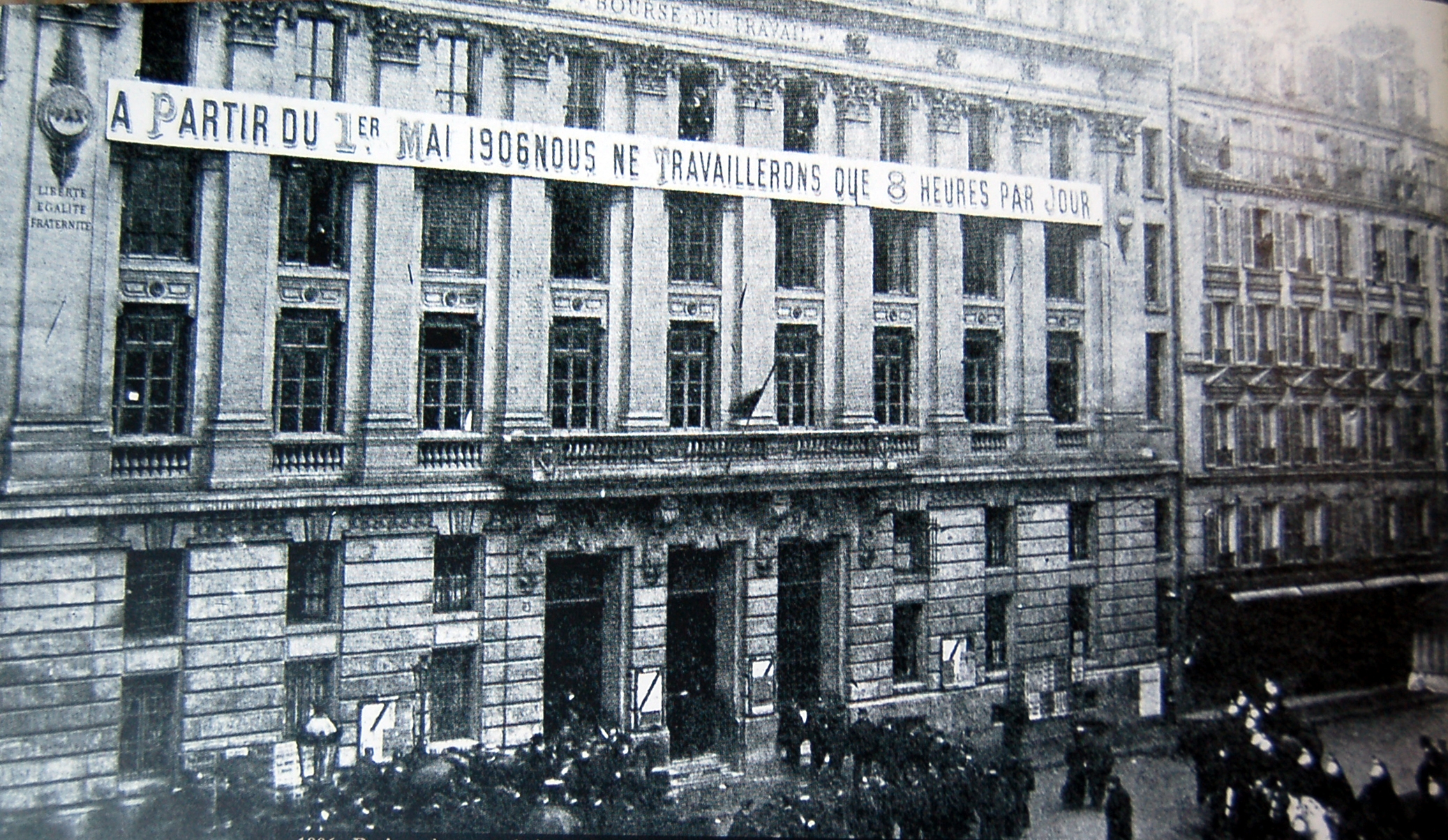
: grève pour les 8 heures. Bourse du travail de Paris.

- 1er mai : grève générale pour réclamer la journée de huit heures[7]. Clemenceau fait perquisitionner le siège de la CGT et arrêter deux dirigeants syndicaux, Victor Griffuelhes, son secrétaire, et Gaston Lévy, son trésorier. Il met Paris en état de siège partiel ; 45 000 soldats sont mobilisés[14]. Plus de huit cents manifestants sont arrêtés. Le mouvement de grève reprend à Paris les 4 et 5 mai et persiste jusqu'au 15 mai à Paris et à Lyon, puis décroit[15].
- 6 et 20 mai : succès des gauches aux législatives[3].

- 16 mai : arrêté créant l'Université indochinoise à Hanoï inaugurée le 10 novembre 1907[16].

- 11 juin : la Compagnie générale des omnibus équipe en autobus la ligne Montmartre-Saint-Germain-des-Prés[17].
- 15 juin : loi sur les distributions d'énergie[18].
- 16 juin : ouverture du magasin de joaillerie de la société Van Cleef & Arpels, 22 place Vendôme à Paris[19].

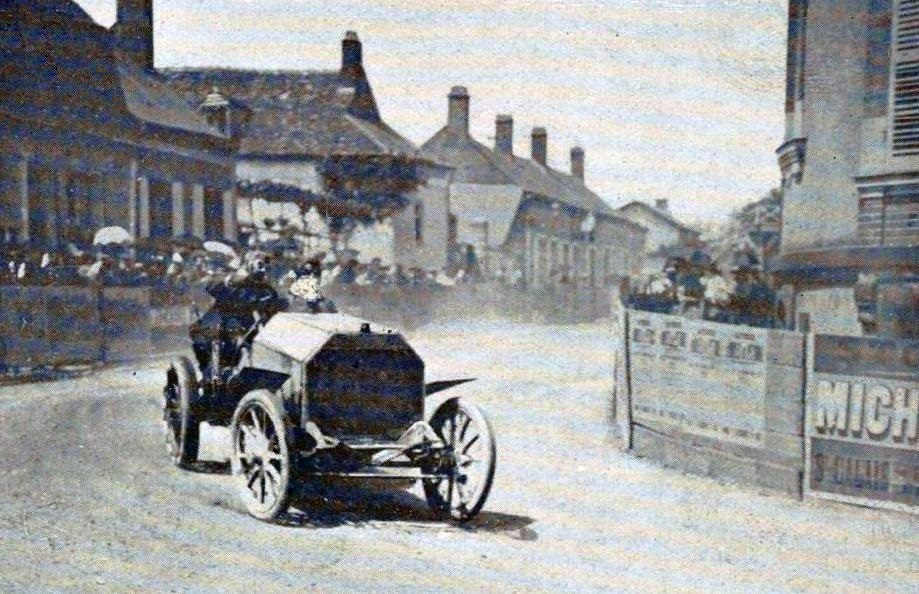
Grand Prix de l'ACF 1906, Heath sur Panhard à Saint-Mars-le-Brière. La vie au grand air, 7 juillet 1906

- 26-27 juin : premier Grand Prix automobile de France au Mans[20].

- 12 juillet : la Cour de cassation casse le verdict de Rennes, Dreyfus est enfin réhabilité, et réintégré dans l'armée[3].
- 13 juillet : adoption des lois sur le repos hebdomadaire obligatoire et sur la fermeture des commerces le dimanche[7].

- 10 août : encyclique Gravissimo Officii Munere promulguée par le pape Pie X sur les associations cultuelles dont la création est prévue par la loi de séparation des Églises et de l'État de 1905[21], « pour subvenir aux frais, à l'entretien et à l'exercice public d'un culte ».

- 5-9 septembre : congrès colonial de Marseille[11].
- 16 septembre : l'explosion d'une poudrière du fort de Montfaucon dans le Doubs fait huit morts et de nombreux blessés[22].
- 30 septembre : première coupe aéronautique Gordon Bennett[23].

- 8-14 octobre : congrès de la CGT à Amiens[11]. La Charte d'Amiens, qui proclame l’indépendance du syndicat CGT par rapport à tout parti politique et préconise la grève générale est adoptée le 13 octobre[24].

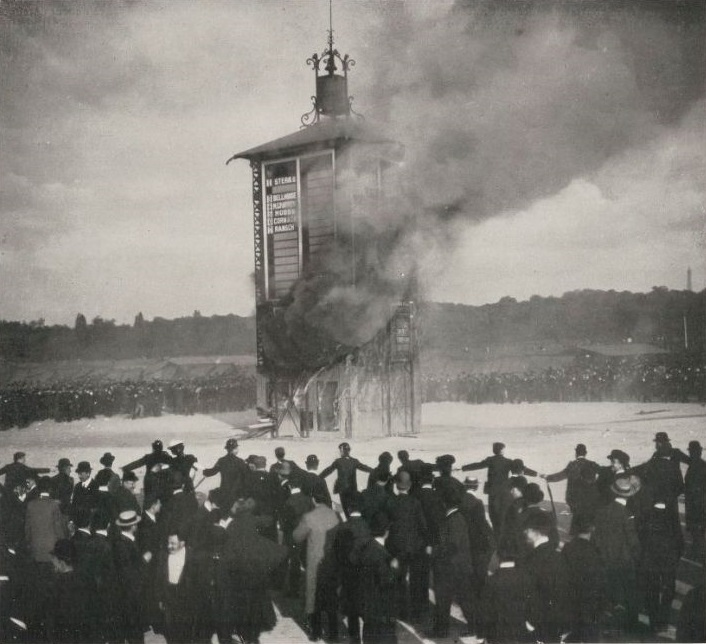
Longchamp, 14 octobre 1906, incendie par la foule de la baraque du pari mutuel.

- 14 octobre : émeute populaire aux guichets du pari mutuel de Longchamp. Les parieurs rendus furieux par un départ contestable incendient la baraque du pari mutuel[25].
- 16 octobre : catastrophe du Lutin. Naufrage d'un sous-marin dans la lagune de Bizerte en Tunisie. Seize membres de l'équipage sont tués[26].
- 20 octobre : convention franco-britannique de Londres établissant le condominium des Nouvelles-Hébrides[27].
- 23 octobre : Santos-Dumont réalise le premier vol d'un « plus-lourd-que-l’air » en Europe avec son avion biplan, le 14-bis[28].
- 25 octobre : Georges Clemenceau président du Conseil (fin en 1909). Gouvernement Georges Clemenceau (1). Un ministère du Travail confié à René Viviani est créé pour la première fois[7].
- Octobre : Paul Poiret crée la première robe sans corset baptisée Lola Montès, portée par son épouse Denise au baptême de leur fille Rosine[29].
- 5 novembre : Marie Curie devient la première femme à enseigner à la Sorbonne pour la chaire de physique[30].

## Naissances en 1906
- 5 janvier : Pierre Seghers, poète et éditeur. († 4 novembre 1987).
- 8 mars : Pierre Billotte, militaire et homme politique français († 29 juin 1992).
- 14 avril : Germaine Lindheimer, femme, mère et grand-mère de († 15 juin 1993).

## Décès en 1906
- 13 mars : Joseph Monier, entrepreneur, pionnier du béton armé
- 19 avril : Pierre Curie, physicien
- 22 octobre : Paul Cézanne,  (° 19 janvier 1839) peintre français.